# 192 av. J.-C.
Cette page concerne l'année 192 av. J.-C. du calendrier julien proleptique.

## Événements
- 15 novembre 193 av. J.-C. (15 mars 562 du calendrier romain) : début à Rome du consulat de Lucius Quinctius Flamininus et Cn. Domitius Ahenobarbus[1].
  - Les deux consuls sont envoyés en Italie du Nord, Flamininus contre les Ligures et Ahenobarbus contre les Boïens[2]. En Ligurie, une armée consulaire engagée dans un défilé n'est sauvée que par l'intervention des cavaliers Numides[3].
- Mars : alliance entre Antiochos III de Syrie et les Étoliens[4]. Début de la guerre contre Antiochos III (guerre antiochéenne ou syrienne, fin en 188 av. J.-C.).
- Été : Les Étoliens occupent Sparte[5]. Nabis est mis à mort par Alexamenus. Furieux, les Spartiates le tuent avec ses hommes[3].
- Automne : Antiochos III intervient en Grèce centrale avec une dizaine de milliers d’hommes. Il débarque à Démétrias que les Étoliens viennent de prendre et marche sur Lamía. Malgré les promesses des Étoliens, aucune des villes grecques ne bouge. Philippe V de Macédoine, épuisé par sa défaite et mal disposé à l’égard de l’allié qui l’avait abandonné, se déclare pour Rome. En février 191 av. J.-C., une armée romaine arrive en Grèce sous les ordres du consul Manius Acilius Glabrio[6].

- En Espagne, une armée vettonne tente de secourir l'oppidum de Toletum (Tolède), capitale des Carpetani, assiégée par les Romains mais est vaincue[7]. Le préteur Marcus Fulvius Nobilior s’empare de la ville.
- À Rome, nouvel incendie du forum Boarium. La ville est également touchée par des catastrophes naturelles : un séisme et une crue importante du Tibre[8].

## Décès
- Nabis, tyran de Sparte.